# Calephelis acapulcoensis
Calephelis acapulcoensis is een vlindersoort uit de familie van de prachtvlinders (Riodinidae), onderfamilie Riodininae.
Calephelis acapulcoensis werd in 1971 beschreven door McAlpine.